# Liste de points extrêmes des îles Féroé
Voici une liste de points extrêmes des îles Féroé.

## Latitude et longitude
| Viðoy Suðuroy Mykines Fugloy Slættaratindur |

- Nord : Viðoy (62° 24′ N, 6° 34′ O)
- Sud : archipel au sud de Suðuroy (61° 21′ N, 6° 40′ O)
- Ouest : îlot à l'ouest de Mykines (62° 06′ N, 7° 42′ O)
- Est : Fugloy (62° 20′ N, 6° 16′ O)

## Altitude
- Maximale : Slættaratindur, Eysturoy, 882 m
- Minimale : niveau de la mer, 0 m